# Mark Lewis-Francis
Mark Lewis-Francis (Reino Unido, 4 de septiembre de 1982) es un atleta británico, especialista en la prueba de relevos 4 x 100 m, con la que ha logrado ser campeó olímpico en 2004.

## Carrera deportiva
Su mayor éxito deportivo es haber conseguido el oro en los relevos 4 x 100 metros, de las Olimpiadas de Atenas 2004, con un tiempo de 38.07 segundos (mejor marca personal), por delante de los estadounidenses (plata) y nigerianos (bronce), y siendo sus compañeros de equipo: Jason Gardener, Darren Campbell y Marlon Devonish.
Al año siguiente ganó el bronce en la misma prueba en el mundial de Helsinki 2005; y dos años más tarde, también el bronce en el mundial de Osaka 2007, con un tiempo de 37.90 segundos, quedando tras los estadounidenses y jamaicanos, y siendo sus compañeros de equipo: Craig Pickering, Marlon Devonish y Christian Malcolm.